# Cantone di Saint-Vallier (Drôme)
Il Cantone di Saint-Vallier è un cantone della Francia dell'arrondissement di Valence.
A seguito della riforma approvata con decreto del 20 febbraio 2014, che ha avuto attuazione dopo le elezioni dipartimentali del 2015, è passato da 18 a 14 comuni.

## Composizione
I 18 comuni facenti parte prima della riforma del 2014 erano:
- Albon
- Andancette
- Anneyron
- Beausemblant
- Châteauneuf-de-Galaure
- Claveyson
- Fay-le-Clos
- Laveyron
- La Motte-de-Galaure
- Mureils
- Ponsas
- Ratières
- Saint-Avit
- Saint-Barthélemy-de-Vals
- Saint-Martin-d'Août
- Saint-Rambert-d'Albon
- Saint-Uze
- Saint-Vallier

Dal 2015 i comuni appartenenti al cantone sono i seguenti 14:
- Albon
- Andancette
- Anneyron
- Beausemblant
- Claveyson
- Fay-le-Clos
- Laveyron
- La Motte-de-Galaure
- Mureils
- Ponsas
- Saint-Barthélemy-de-Vals
- Saint-Rambert-d'Albon
- Saint-Uze
- Saint-Vallier